# Nyctemera velans
Nyctemera velans är en fjärilsart som beskrevs av Walker 1864. Nyctemera velans ingår i släktet Nyctemera och familjen björnspinnare. Inga underarter finns listade i Catalogue of Life.